# Leiomodine 3
La leimodine 3 est une protéine musculaire dont le gène est LMD3 situé sur le chromosome 3 humain. Elle fait partie de la famille des leiomodines, elle-même sous groupe des tropomodulines.

## Rôles
La leiomodine 3 est situé dans le sarcomère musculaire. Elle se fixe à l'actine, jouant un rôle dans sa nucléation. Sa structure est stabilisée par KLHL40 dont le déficit est responsable de la myopathie némaline.

## En médecine
Une mutation sur le gène LMD3 provoque une myopathie à némaline congénitale sévère.